# 政治システム
政治システム（せいじシステム、英語: political system）は、ある政体における政治に関わる人間行動の総体を指す。
政治機構、政治体系、政治制度、政治体制とも呼ばれる。
政治システムの外側には、政治に関係しない行動、自然の作用、別の政体があり、これらを「環境」と総称する。
政治システムは内部にある程度のまとまりを持って、環境と相互作用している。
政治システム概念は、社会システム論が政治分野に波及して生まれたものである。と同時に、憲法的な制度に着目した従来の政治学に対し、社会内での政治行動に着目し対象領域を大幅に広げようとした政治学内部の動きからも生まれている。社会学・心理学との境界領域で扱う現象や、政治文化が、政治システムに含められる。

## イーストンの政治システム論
定義を満たす政治システム像は様々に異なるものでありうるが、政治学で広く受け入れられているのは、デイヴィッド・イーストンの政治システム論である。その政治システムは、入力と出力という二つの面で環境と相互作用する。具体的には、入力は人々の要求と支持であり、出力は政策である。フィードバックは、政策とその結果が人々に評価されて、要求・支持に変化を起こしたり補強したりすることである。こうして、入力→政治システム→出力→フィードバック→入力という循環が描かれる。以上説明はもっとも簡略なイメージであり、循環の各節は以後の研究を通じて精緻化されることが予定された。
数量化と統計にもとづく研究は、入力と出力を数量的におさえ、その間にある複雑な過程をブラックボックスに入れて捨象するという設計をとる場合が多い。そのような研究設計を図示すると、イーストンの政治システム論とよく似た形になる。入力から出力を導き出す関数として政治システムを見る見方は、数量化と統計を道具に用いる行動論政治学を巨視的レベルで総合したものとみなされ、アメリカ政治学で歓迎された。
政治システム論は、政治システムを関数としてブラックボックス化することを推奨するものではない。しかし、新しく政治学に迎え入れた制度外領域は入力部分に集中して存在したのでイーストンのモデルを前提とした研究では、入力の影響で出力が決定されるという説明法が主流になった。この点は、政治システムを無色・中立のものと誤って解しかねないとして、イーストンを含む研究者から批判を受けた。